# 利瓦季亞
44°28′8″N 34°8′36″E / 44.46889°N 34.14333°E

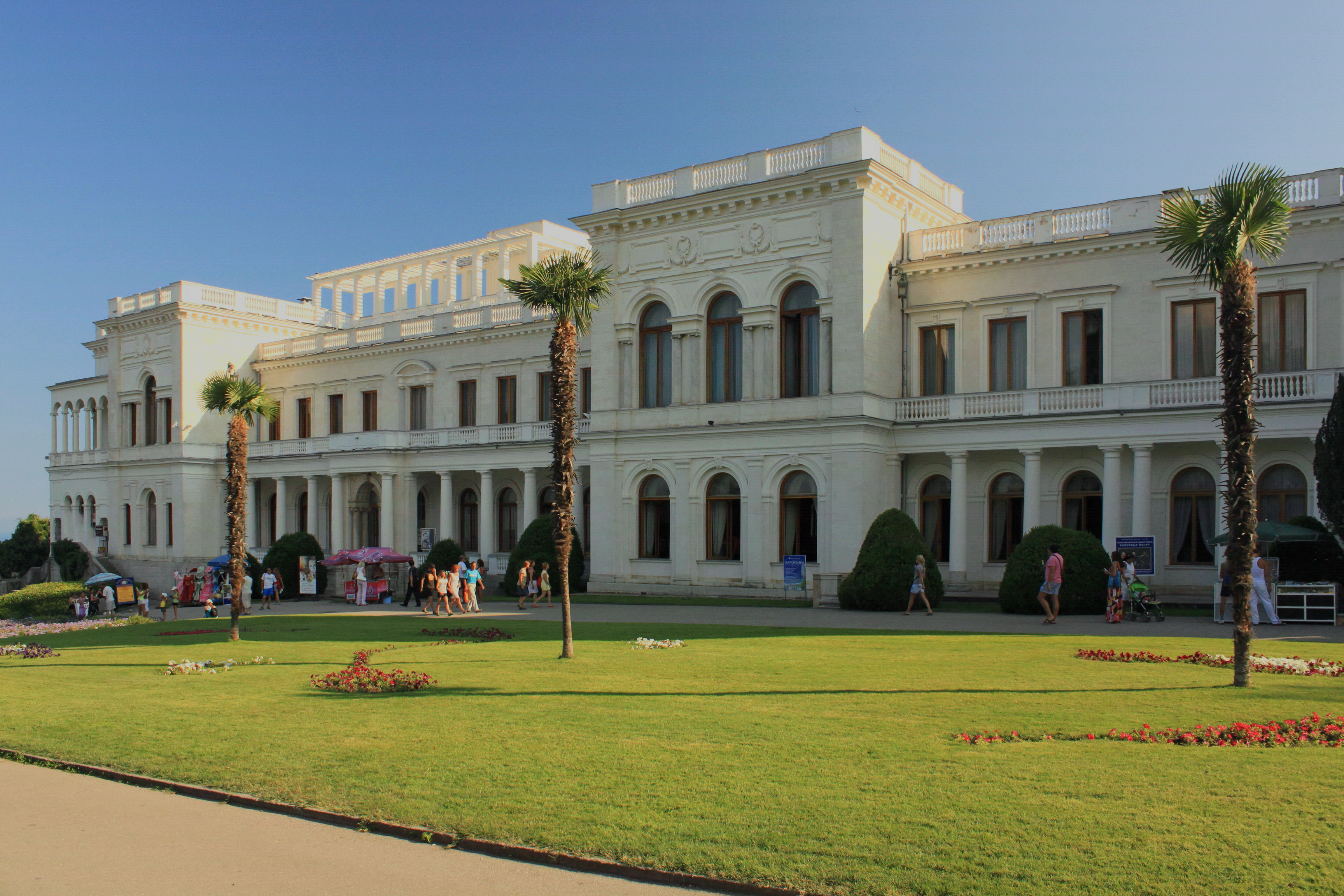
利瓦季亚宫

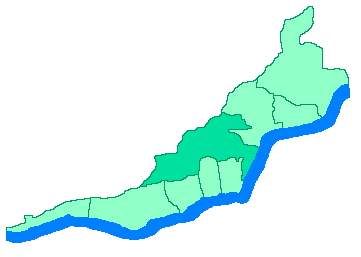
利瓦季亚在雅尔塔市议会辖区中的位置

利瓦季亞（烏克蘭語：Лівадія），又按乌克兰语名译为利瓦迪亚，历史上又译为里瓦几亚，法理上是乌克兰克里米亚自治共和国雅尔塔区的市级镇，但事实上是俄罗斯克里米亞共和國雅尔塔市议会下辖的市级镇。该镇處於雅爾塔以西3公里，面積59.52平方公里，海拔高度30米，2011年人口1,601，人口密度每平方公里26.9人。

## 外部連結
- Историческая информация об имении Ливадия （页面存档备份，存于） （俄文）
- стаття Лівадія — Інформаційно-пізнавальний портал | Кримська область у складі УРСР （页面存档备份，存于）